# Chapelle Saint-Paul de Manhattan
Vous lisez un « bon article » labellisé en 2011.
Pour les articles homonymes, voir Chapelle Saint-Paul (homonymie).
La chapelle Saint-Paul (St. Paul's Chapel en anglais) est une chapelle épiscopalienne qui se trouve au sud de l'arrondissement de Manhattan, dans la ville de New York. Son entrée se trouve à l'est sur Broadway au numéro 209. Elle appartient à la paroisse de Trinity Church, l'église voisine dont elle dépend. Construite au XVIIIe siècle, cette chapelle constitue la plus ancienne église de Manhattan encore debout. Comme son nom l'indique, elle est placée sous le patronage de saint Paul. Lieu symbolique de l'histoire de la ville, elle échappe aux flammes du Grand Incendie de 1776 et, bien que située à proximité du World Trade Center, elle subit peu de dommages et sert de lieu de repos pour les pompiers et les secouristes au moment des attentats du 11 septembre 2001.

## Historique

### Une chapelle duXVIIIesiècle
Dans la première moitié du XVIIIe siècle, New York fait partie de la province de New York, l'une des treize colonies britanniques d'Amérique du Nord. L'anglicanisme est la religion officielle. Avec l'afflux de colons européens et la croissance démographique, la ville doit se doter de nouveaux lieux de culte. Trinity Church, construite dans le sud de Manhattan à la fin du XVIIe siècle, devient vite insuffisante. En 1705, la reine Anne de Grande-Bretagne accorde une nouvelle parcelle à la paroisse de Trinity Church sur laquelle est bâtie la chapelle Saint-Paul à partir de 1764. L'inauguration de cette dernière a lieu le 30 octobre 1766. La chapelle qui se dresse encore au milieu des champs dépend de l'église-mère Trinity Church. On a longtemps cru que la chapelle a été dessinée par l'architecte écossais Thomas McBean, mais cette affirmation est aujourd'hui contestée. En tout cas, le bâtiment est conçu pour faire face au fleuve Hudson : au XVIIIe siècle, le secteur de Battery Park City n'existe pas. Un portique est ajouté sur le côté est en 1767-1768,.
À partir de 1775, la Guerre d'indépendance oppose insurgés américains et troupes britanniques. Plusieurs batailles ont lieu à New York, mais la ville reste aux mains des Anglais jusqu'à la fin du conflit. Les généraux Charles Cornwallis et William Howe assistent aux offices religieux dans la chapelle Saint-Paul. Le 21 septembre 1776, l'édifice échappe à la destruction au cours du Grand Incendie qui réduit en cendres un tiers de la ville, y compris Trinity Church. En effet, les habitants parviennent à préserver leur chapelle en utilisant l'eau du fleuve Hudson. La guerre s'achève en 1783 avec la signature du traité de Paris qui consacre la naissance des États-Unis. Le 30 avril 1789, le premier président du pays, George Washington, assiste avec les membres du Congrès américain à une cérémonie d'action de grâce dans la chapelle Saint-Paul, juste après son investiture au Federal Hall,. L'homme choisit la chapelle comme lieu de culte jusqu'au transfert de la capitale américaine à Philadelphie en 1790. Le 31 décembre 1799, une cérémonie funèbre est organisée en l'honneur de George Washington. Le centenaire et le bicentenaire de sa mort sont également célébrés en grande pompe : en 1989, le président en exercice George H. W. Bush participe à la cérémonie sur le banc de George Washington.
Après la Guerre d'indépendance, le bâtiment ne connaît qu'une transformation majeure : en 1794, une flèche conçue par l'architecte James Crommelin Lawrence est ajoutée,. En 1827, une grille remplace le mur de briques qui entourait le cimetière. Tout au long du XIXe siècle, la vie de la paroisse est très active et la chapelle s'occupe des festivals, des écoles du dimanche, des associations, etc.

### Un mémorial pour la paix

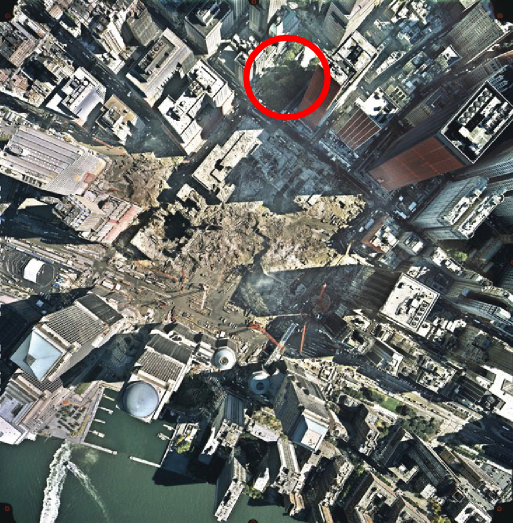
Photographie aérienne verticale de Ground zero après le 11 septembre 2001. La chapelle Saint-Paul est entourée en rouge.

Dans la deuxième moitié du XXe siècle, le secteur entourant la chapelle se transforme en quartier d'affaires avec des dizaines de gratte-ciel. L'édifice est classé National Historic Landmark le 9 octobre 1960,, et ajouté au Registre national des lieux historiques le 15 octobre 1966. Les travaux de construction du World Trade Center commencent en 1970, à quelques pas du lieu de culte. Une nouvelle entrée est alors aménagée par le cimetière pour rendre la chapelle directement accessible aux milliers de personnes qui fréquentent le centre des affaires. Une salle du deuxième étage est ouverte aux musulmans pour leur prière. En 1983, une partie de la chapelle est aménagée pour accueillir les SDF.
Malgré sa proximité avec le World Trade Center, la chapelle n'est pas dévastée dans les attentats du 11 septembre 2001. Aucun vitrail n'est brisé malgré la chute d'un grand platane occidental du cimetière. Dans la chute des tours jumelles, le cimetière est recouvert par les débris et les arbres couchés. La poussière produite par l'effondrement des buildings s'introduit  à l'intérieur et endommage les orgues.

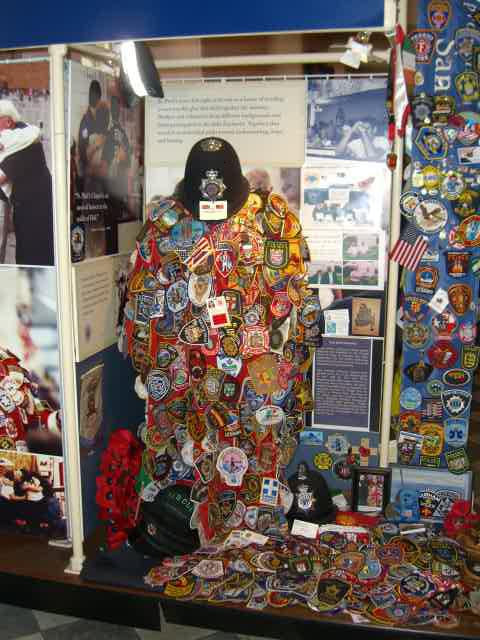
Dans la chapelle sont exposés des objets commémorant les attentats du 11 septembre 2001. Ici, un uniforme recouvert par les écussons des policiers et des pompiers envoyés du monde entier. Il est surmonté d'un casque britannique.

Quelques jours après la catastrophe, elle devient un lieu de rassemblement pour les pompiers, les volontaires et les secouristes qui travaillent à Ground zero : des lits sont installés pour qu'ils puissent s'y reposer. Des barbecues s'organisent devant la chapelle qui devient un mémorial. De la nourriture, des fleurs, des lettres, des cadeaux et des banderoles affluent de la ville, de tout le pays et de l'étranger. Le chantier de déblaiement de Ground zero s'achève en mai 2002 et le 11 septembre suivant a lieu la cérémonie de réouverture aux fidèles. 300 000 dollars de travaux ont été nécessaires à la remise en état de l'édifice et surtout du cimetière.
Une exposition intitulée « Sortir de la poussière : une année de ministère à Ground Zero » (Out of the Dust: A Year of Ministry at Ground Zero) attire des centaines de milliers de visiteurs depuis son installation. Rebaptisée Unwavering Spirit: Hope and Healing at Ground Zero, elle constitue le seul musée dans le quartier de Ground zero qui commémore les attentats : elle présente différents objets issus des donations, en particulier la « cloche de l'espoir » (Bell of Hope) offerte par le maire de Londres en 2002 en signe de solidarité du peuple anglais pour les New-Yorkais.
La chapelle Saint-Paul fait partie de la communauté de la croix de clous (Community of the Cross of Nails), fondée à Coventry après la destruction de la cathédrale par un bombardement allemand en 1940. À ce titre, des prières en faveur de la paix dans le monde sont dites tous les jours à 12 h 30. Aujourd'hui, des offices religieux sont célébrés tous les dimanches. La chapelle sert également de cadre à des récitals et des concerts. Elle dépend de Trinity Church et de son recteur. Un vicaire dessert la chapelle.

## Description

### Extérieur de la chapelle

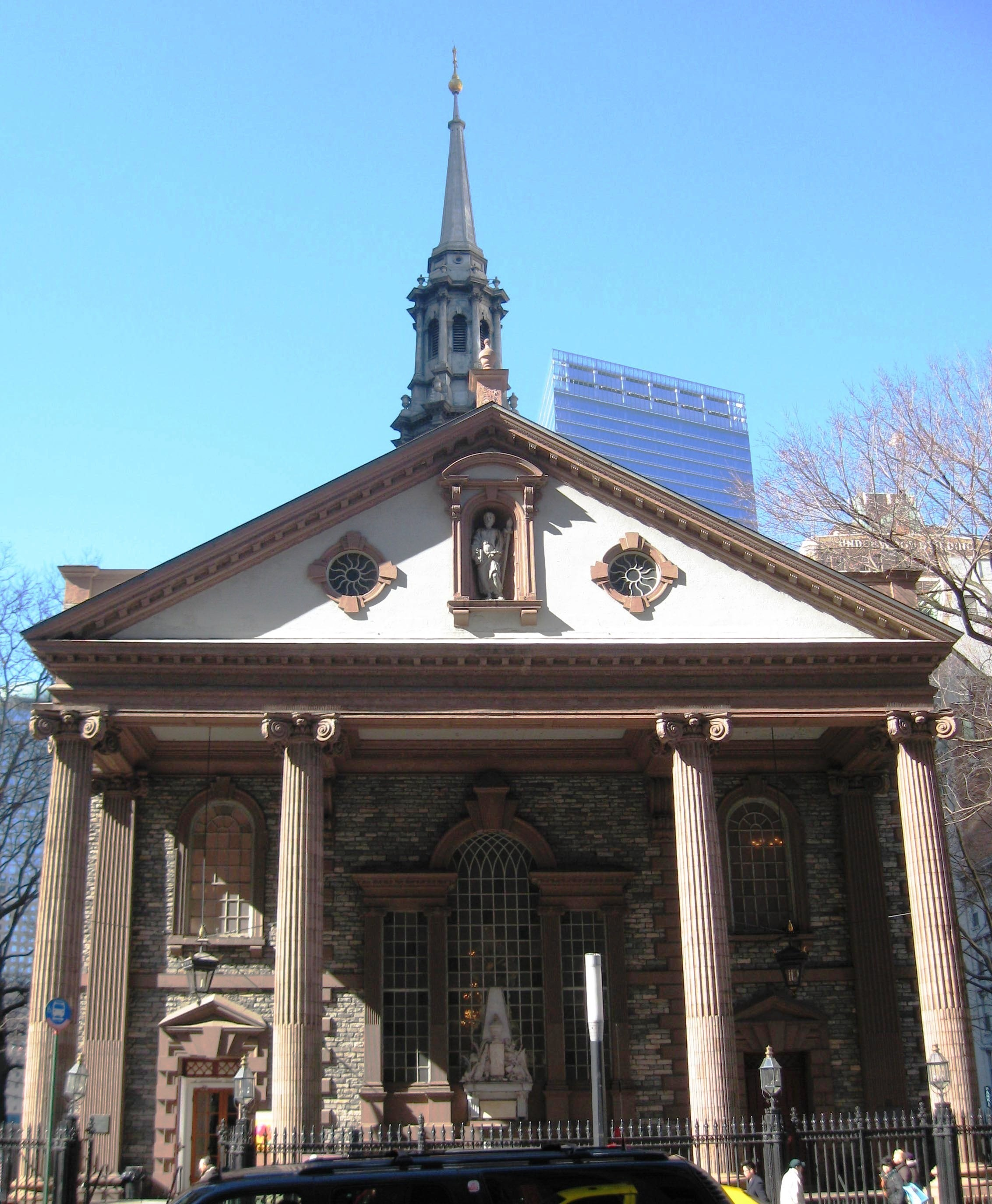
Façade est de la chapelle Saint-Paul avec son portique et son fronton triangulaire.

La chapelle et le cimetière qui l'entoure occupent tout le bloc no 87 du borough de Manhattan. Son entrée se trouve au 209 Broadway et elle est entourée par Church Street à l'ouest, Vesey Street au nord et Fulton Street au sud.  La station de métro la plus proche est celle de Fulton Street.
L'architecture s'inspire de l'œuvre de James Gibbs, en particulier de l'église St Martin-in-the-Fields de Londres,. Les colonies anglaises suivent alors les modes architecturales de leur métropole. Le style géorgien, du nom des rois qui se succèdent sur le trône d'Angleterre à cette époque, s'impose à New York. Il s'inspire de l'architecture et du décor de l'Antiquité gréco-latine. Le plan est simple : il forme un rectangle au sol.
Les matériaux utilisés sont le bois, la brique, la brownstone et le schiste que l'on trouve dans le sous-sol de Manhattan. La façade orientale est précédée d'un porche classique soutenu par quatre imposantes colonnes de style ionique en brownstone. Les deux colonnes du centre sont espacées pour laisser entrevoir la grande baie vitrée. Le fronton triangulaire fait penser à un temple grec, à la différence qu'il n'est pas sculpté. Au centre du fronton, une niche abrite une statue de saint Paul.
La flèche en bois qui surplombe l'édifice mesure 37 mètres de hauteur. Elle s'élève du côté ouest de la chapelle où se trouve la principale entrée agrémentée d'un porche beaucoup plus petit que du côté est. Elle est recouverte de cuivre en 1840 et consolidée avec de l'acier en 1950. Sa base est carrée puis devient un octogone au niveau suivant, imitant le monument de Lysicrate à Athènes (IVe siècle av. J.-C.). Elle est dotée d'une horloge. La flèche abrite deux cloches : la plus ancienne remonte à 1797, la seconde de 1866, date du centenaire de la chapelle.

### Intérieur de la chapelle

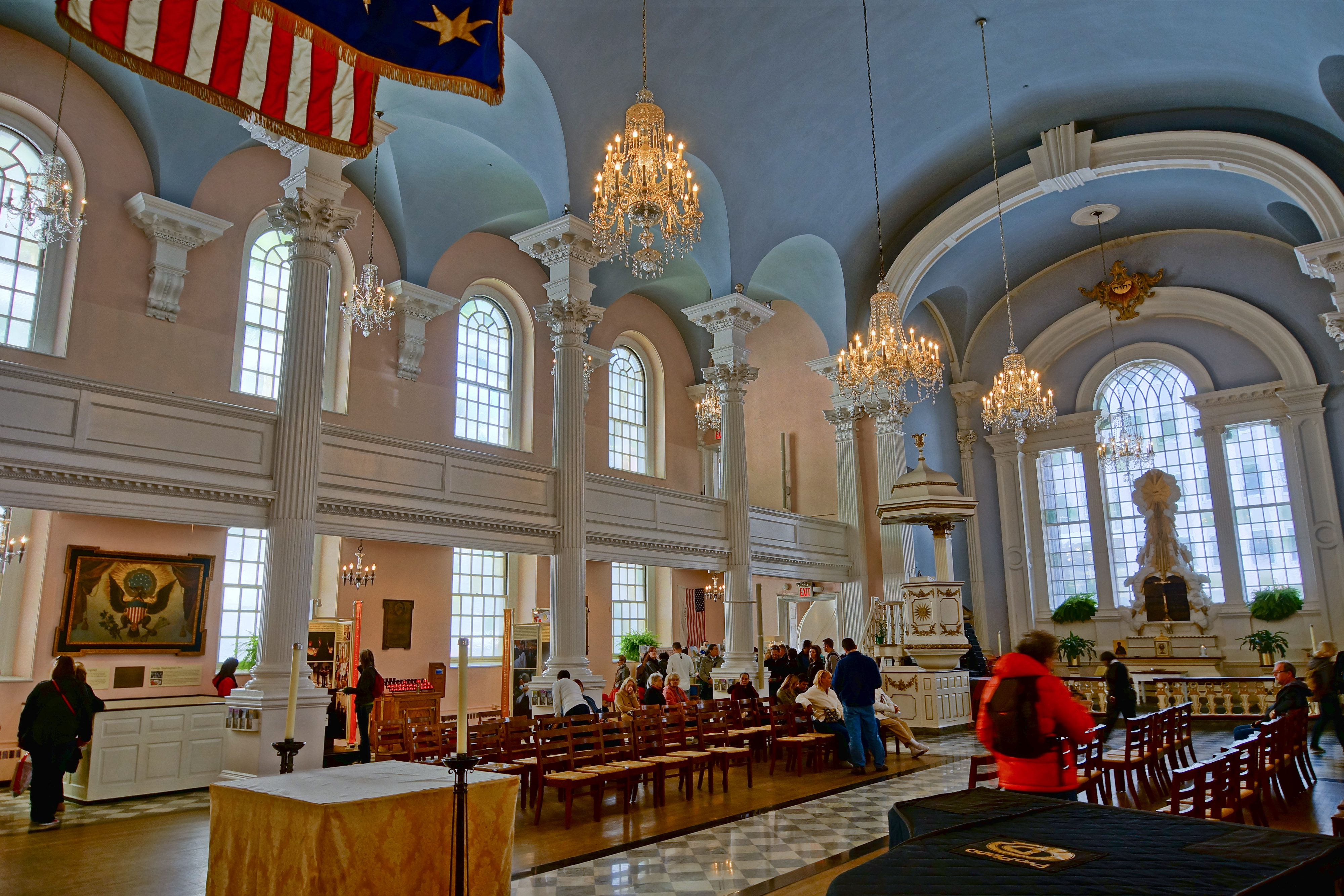
L'intérieur de la chapelle Saint-Paul : la nef, la baie vitrée au fond et la chaire sur le côté gauche.

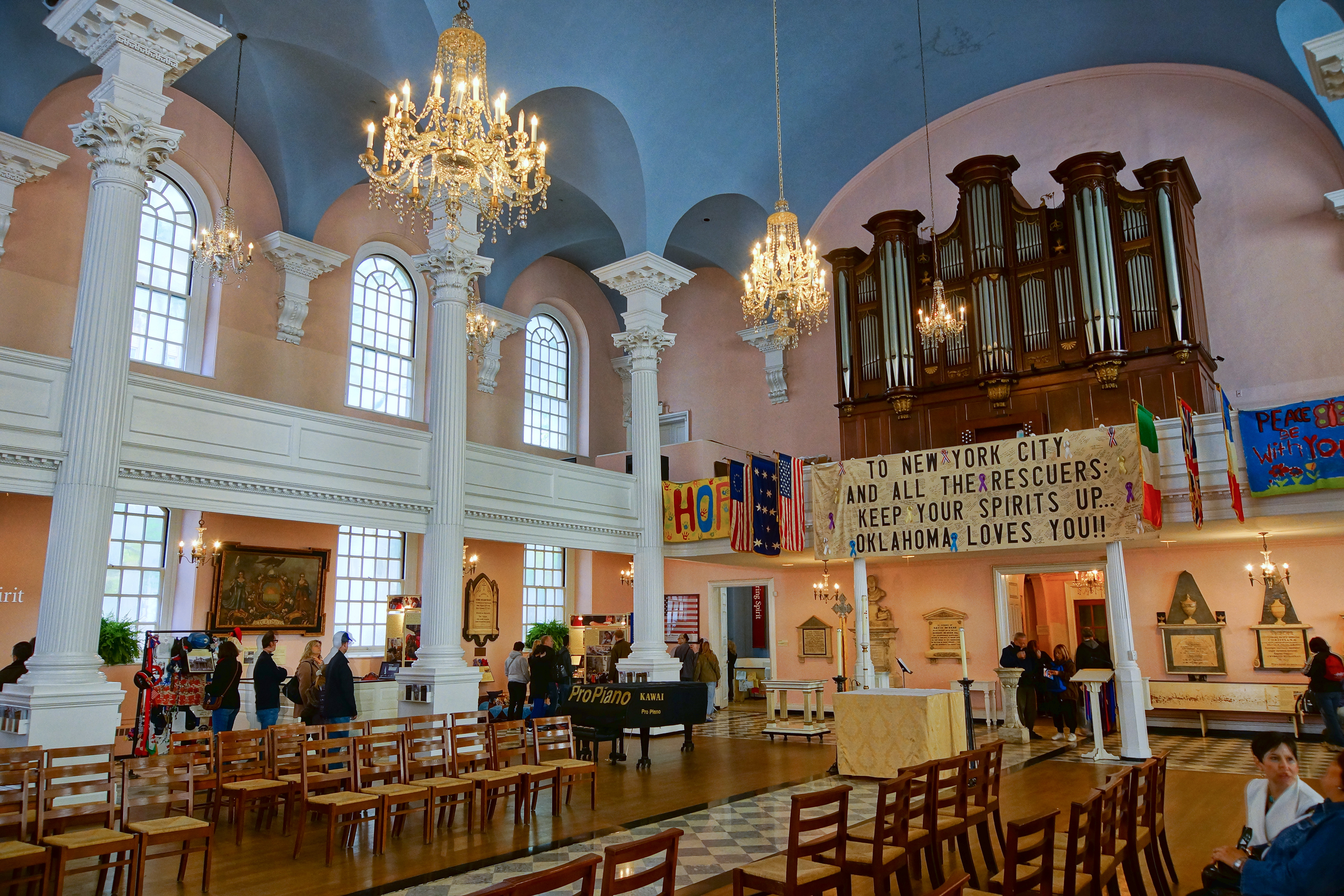
L'intérieur de la chapelle Saint-Paul : vue vers l'orgue.

À l'intérieur de la chapelle, les colonnes cannelées des bas-côtés reposent sur des piédestaux et sont surmontées de chapiteaux corinthiens. Le plafond de la nef est voûté et agrémenté de cinq chandeliers en cristal de Waterford datant de 1802,. Les fenêtres disposées de part et d'autre de la nef, ainsi que les couleurs, rendent l'intérieur très lumineux. Une peinture représentant le Grand sceau des États-Unis est accrochée au-dessus du banc où s'asseyait George Washington lorsqu'il venait dans l'église,. Le buffet d'orgues en acajou conçu par John Geib date de 1804 et l'orgue a été restauré à plusieurs reprises en 1950, 1964 et 1981. Il est resté silencieux entre 2001 et 2009.
Au fond, du côté est, la baie vitrée de style palladien est encadrée d'une arche en demi-cercle. Celle-ci est surmontée d'un cartouche néobaroque doré. La gloire dessinée par l'urbaniste français Pierre Charles L'Enfant (1754-1825) se trouve au centre de la baie et surplombe l'autel,. Elle représente les Tables de la Loi, le mot « dieu » écrit en hébreu dans un triangle et le mont Sinaï entouré de nuages. La chaire se trouve à gauche de l'autel est surmontée d'une couronne ornée de six plumes, symbole de la noblesse anglaise.

### Cimetière

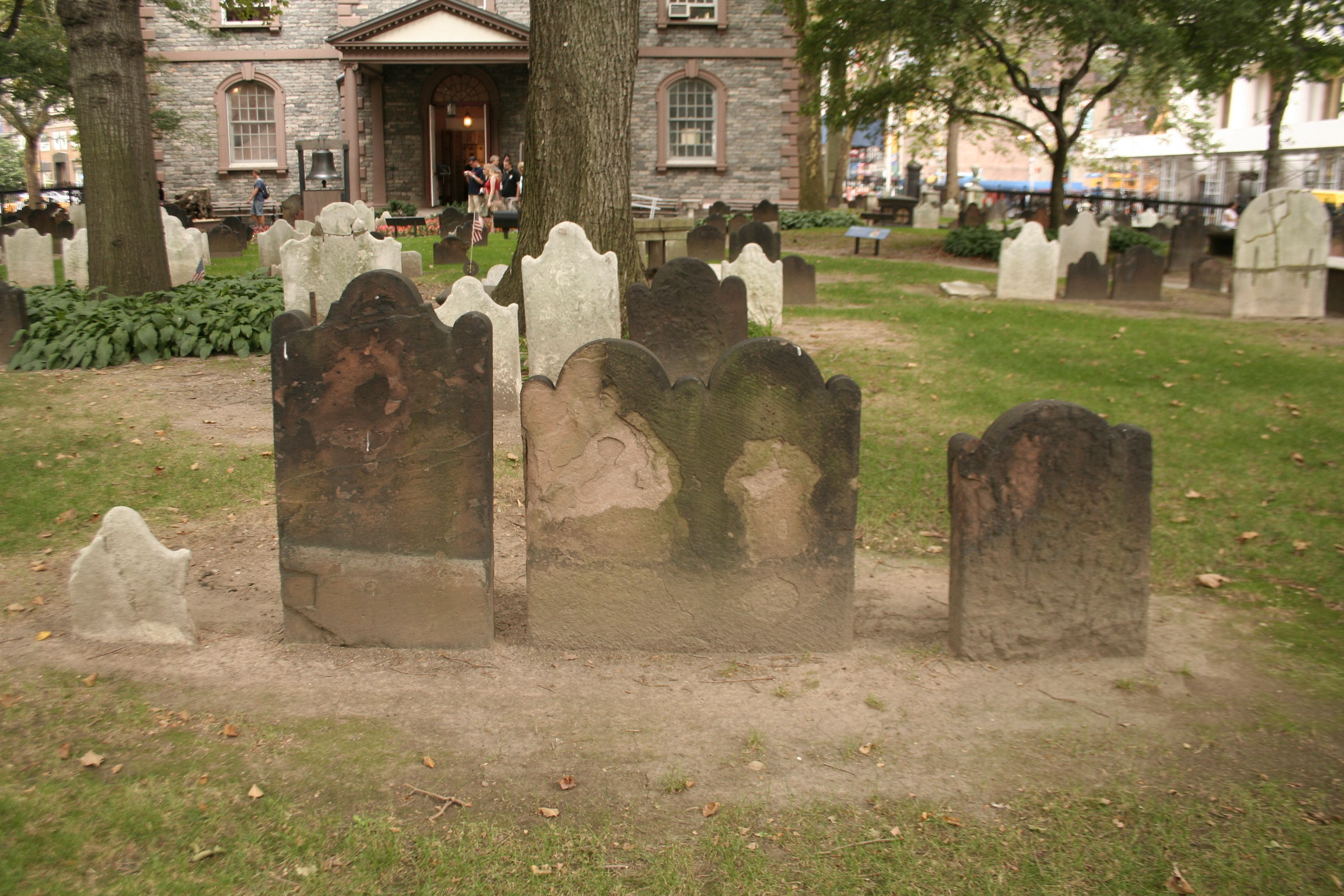
Cimetière de la chapelle Saint-Paul

Le cimetière est entouré par une grille. Il comprend environ 800 tombes. Le général Richard Montgomery, héros de la Guerre d'indépendance, est enterré sous le porche est de la chapelle. Le monument funéraire en marbre est une commande du Congrès américain en 1776, exécuté par le sculpteur Jacques Caffieri.
La « cloche de l'espoir » (Bell of Hope) est installée dans le cimetière de la chapelle. Depuis 2002, elle retentit tous les 11 septembre. Le 27 juillet 2011, le consul de Norvège à New York vient la sonner en hommage aux victimes du massacre d'Oslo qui eut lieu quelques jours avant.